# ميكائيل اوهري
ميكائيل اوهري (مواليد 30 سبتمبر 1994) هو لاعب كرة قدم دنماركي يلعب في مركز المهاجم في نادي فيلادلفيا يونيون.

## روابط خارجية
- ميكائيل اوهري على موقع الدوري الأمريكي (الإنجليزية)
- ميكائيل اوهري على موقع قاعدة بيانات كرة القدم.إي يو (الإنجليزية)
- ميكائيل اوهري على موقع Soccerbase.com (لاعب) (الإنجليزية)
- ميكائيل اوهري على موقع Soccerway.com (الإنجليزية)
- ميكائيل اوهري على موقع عالم كرة القدم.نت (الإنجليزية)